# Carel Struycken
Carel Struycken, född 30 juli 1948 i Haag i Nederländerna, är en nederländsk-amerikansk skådespelare och teaterskådespelare. Han är mest känd för att ha spelat jätten i Twin Peaks, Mr. Homn i Star Trek: The Next Generation och Lurch i filmerna Familjen Addams, Den heliga familjen Addams och Familjen Addams återförenas. Han är 213 cm lång.
Hans längd beror på akromegali.

## Biografi
Struycken föddes i Haag. När han var fyra år gammal flyttade han till Curaçao. Som sextonåring flyttade han tillbaka till sitt hemland och avslutade gymnasiet. Han utexaminerades från en filmskola i Amsterdam, efter det tillbringade han ett år i American Film Institute i Los Angeles.
Efter skolan arbetade Struycken med några projekt med manusförfattaren och regissören Rene Daalder. Han blev "upptäckt" som skådespelare av en kvinna som lämnade sin bil mitt på gatan och skrek efter honom "Vi behöver dig till en film". Filmen var Sgt. Pepper's Lonely Hearts Club Band (1978). 

### Privatliv
Struycken är vegetarian.

## Filmografi
- Sgt. Pepper's Lonely Hearts Club Band (1978)
- Ewoks: Flykten från Endor (1985)
- Twin Peaks (TV-serie) (1990)
- Familjen Addams (1991)
- Den heliga familjen Addams (1993)
- Men in Black (1997)
- Familjen Addams återförenas (1998)